# Jennifer Aniston
Pour les articles homonymes, voir Aniston.
Jennifer Aniston est une actrice, réalisatrice et productrice américaine née le 11 février 1969 à Los Angeles.
Elle accède à la notoriété internationale en interprétant le personnage de Rachel Green dans la sitcom à succès F.r.i.e.n.d.s (1994- 2004). Grâce à ce rôle, elle obtient un Emmy Award, un Golden Globe Award et un Screen Actors Guild Award.
Elle poursuit ensuite sa carrière au cinéma, avec (Bruce tout-puissant, Polly et moi, La Rupture, Marley et moi, Le Mytho, Comment tuer son boss ?, Les Miller, une famille en herbe, 35 heures, c'est déjà trop, The Good Girl, Friends with Money, Life of Crime, Cake, Dumplin'.).
Elle est de retour à la télévision avec le rôle d’Alex Levy dans la série The Morning Show (2019-2022) d'Apple TV+, pour lequel elle remporte un Golden Globe, un Screen Actors Guild Award et est nommée à l'Emmy de la meilleure actrice.
Elle est en 2023 l'une des actrices les plus populaires au monde et possède depuis 2012 son étoile sur le Hollywood Walk of Fame.

## Biographie

### Enfance
Jennifer Joanna Aniston est la fille de l'acteur grec, John Aniston (Ioánnis Anastasákis) et de Nancy Dow (en), actrice d'origine écossaise et italienne,. Elle a deux demi-frères, John Melick et Alex Aniston. Son parrain est l'acteur Telly Savalas, un ami proche de son père. Elle a vécu un an en Grèce. Quelque temps après, elle s'installe à New York. Ses parents divorcent lorsqu'elle a 9 ans.
Elle est scolarisée dans une école Waldorf à ses 6 ans et y découvre l'acting. Plus tard, elle suit des études au Fiorello H. LaGuardia High School of Music & Art and Performing Arts auprès d'Anthony Abeson, son professeur d'art dramatique. Elle y joue des pièces comme The Sign in Sidney Brustein's Window de Lorraine Hansberry ou bien des classiques comme Les Trois Sœurs d'Anton Tchekhov. 
À la fin des années 1980, elle termine ses études et commence à jouer différentes pièces dans des petits théâtres de Broadway. Il y a d'abord Dancing on Checker's Grave en 1988 puis For Dear Life l'année suivante au côté de Tony Shalhoub. Parallèlement, elle fait quelques petits boulots comme serveuse et factrice. En 1989, elle quitte New York pour Los Angeles.

### Vie privée
En 1989, elle fréquente brièvement Charlie Schlatter, rencontré sur le tournage de la série Ferris Bueller.
En 1990 elle rencontre Daniel McDonald, acteur américain et frère de Christopher McDonald. Leur relation tiendra quatre ans.
En 1995, elle entame une relation avec l'acteur Tate Donovan. Leur relation tiendra trois ans et ils se fianceront mais mettront un terme à leur histoire avant le mariage.
En 1998, elle entame une relation avec l'acteur Brad Pitt. Ils se marient le 29 juillet 2000. La cérémonie, privée, s'est déroulée à Malibu. Pendant quelques années, leur mariage a été considéré comme l'un des plus populaires d'hollywood. Ils annoncent leur rupture le 6 janvier 2005. Le divorce est prononcé le 2 octobre 2005 et Jennifer Aniston reprend son nom de naissance. Pendant cette période, des rumeurs ont couru sur le fait que Brad Pitt aurait été infidèle, la trompant avec Angelina Jolie.
Les mois suivants, la presse fait l'écho de la réaction du public. Des t-shirts « Team Aniston » et « Team Jolie » ont même été créés. Malgré sa séparation avec Brad Pitt, ils ont toujours gardé contact,.
Après son divorce, elle a eu une relation avec Vince Vaughn, son partenaire du film La Rupture, jusqu'à l'annonce de leur rupture en décembre 2006. Elle est sortie avec le top-model britannique Paul Sculfor, pendant quelques mois en 2007. En février 2008, elle a entamé une relation avec le chanteur John Mayer. Le couple a annoncé sa rupture en août 2008 avant de se reformer en octobre 2008 et de rompre définitivement en mars 2009.
Elle est la marraine de Coco Riley Arquette, la fille de Courteney Cox. 
Elle s'est fait refaire le nez en 1994 ainsi qu'en 2007, en raison d'une déviation de la cloison nasale.
Elle est bouddhiste.
En 2011, elle est en couple avec Justin Theroux, rencontré sur le tournage de Peace, Love et plus si affinités, avec lequel elle a acheté une maison à Los Angeles, dans le quartier de Bel-Air, après avoir vendu sa maison dans le quartier de Beverly Hills. Ils se fiancent en août 2012. Ils se marient le 5 août 2015 dans leur propriété de Bel Air. Sia chante pendant la cérémonie. Parmi les invités, Courteney Cox et Lisa Kudrow sont présentes. En février 2018, Jennifer Aniston et Justin Theroux annoncent leur divorce après deux ans de mariage et sept ans de vie commune.
Depuis le 22 février 2012, elle a son étoile sur le Hollywood Walk of Fame.
Le 25 mai 2016, sa mère Nancy Dow meurt d'un accident vasculaire cérébral à l'âge de 79 ans.
Le 11 novembre 2022 son père, John Aniston, meurt à l'âge de 89 ans.
Elle découvre qu'elle est dyslexique à l'âge adulte.

#### Engagements personnels

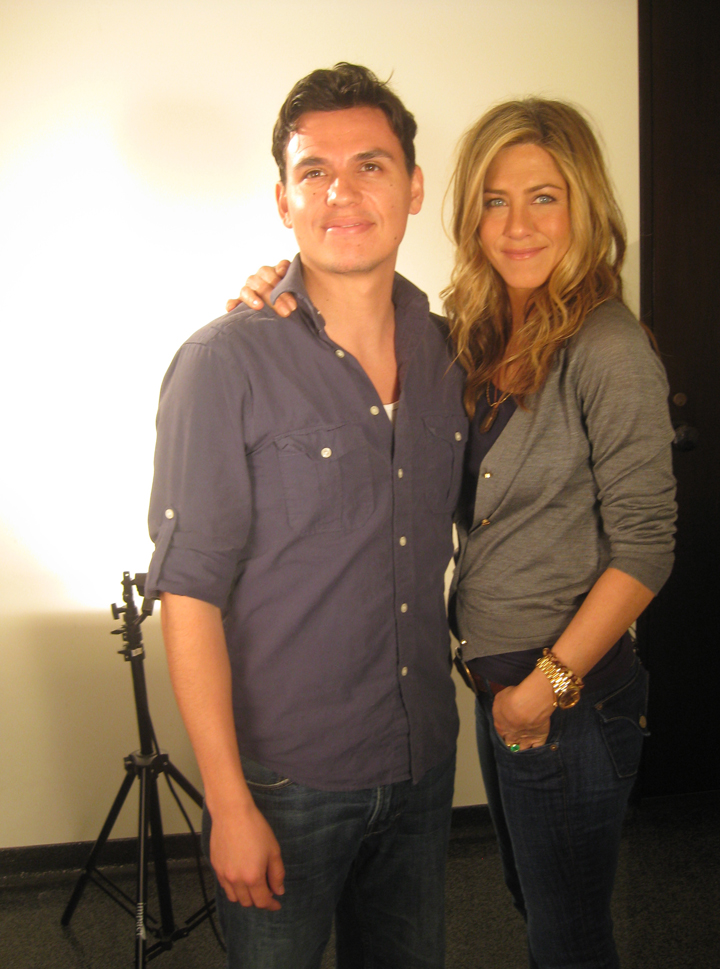
Le réalisateur du documentaire The Cove Andrés Useche et Jennifer Aniston en 2010.

Jennifer Aniston soutient de nombreuses associations caritatives. Elle est une partisane des Amis d'El Faro, un organisme communautaire à but non lucratif qui aide à récolter des fonds pour «Casa Hogar Sion», un orphelinat à Tijuana, au Mexique. Elle est apparue dans de nombreux spots publicitaires pour l'Hôpital St. Jude Children's Research. Elle a fait une apparition dans Big Oprah's Give pour soutenir la cause. Jennifer Aniston a participé à une édition de septembre 2008 pour montrer les causes du cancer. Elle joue dans la campagne «It Can't Wait» visant à libérer la Birmanie.
Le 14 avril 2007, Jennifer Aniston a reçu le prix GLAAD de Vanguard pour sa contribution à accroître la visibilité et la compréhension de la communauté lesbienne, gay, bisexuel et trans-genre. Le jour de la Terre 2010, elle rejoint son amie Courteney Cox, ainsi que Woody Harrelson, Ben Stiller dans «The Cove PSA», un effort pour arrêter la pêche des dauphins et pour empêcher l'intoxication des consommateurs japonais par le mercure trouvé dans la viande de dauphin. Elle s'investit également dans le soutien à AmeriCares, Clothes Off Our Back, Feeding America, EB Medical Research Foundation, Project ALS, OmniPeace, et Rape, Abuse & Incest National Network.
Jennifer Aniston a donné plus de 500 000 dollars pour secourir les habitants d'Haïti et participa au Téléthon pour Haïti,.
En 2013, elle devient l'égérie de Financial Executives International pour faire avancer les recherches contre les cancers qui touchent les femmes.
Lors de la campagne pour l'élection présidentielle américaine de 2016, elle soutient Hillary Clinton.
En juin 2020, l'actrice de 51 ans décide de mettre aux enchères un portrait d'elle pris en 1995. Les fonds obtenus de ce cliché en noir et blanc seront mis au profit des plus démunis afin de leur fournir des tests de dépistage face au coronavirus.

### Débuts d'actrice
Jennifer Aniston commence par faire ses débuts à la télévision dans la série Molloy où elle obtient le rôle récurrent de Courtney Walker, une jeune serveuse dont la mère vient d'être libérée de prison. La série ne dure qu'une saison. La même année, elle décroche le rôle de Jeannie Bueller dans l'adaptation télé de La Folle Journée de Ferris Bueller, mais la série fut annulée. Elle tient également l'un des rôles principaux du téléfilm Camp Cucamonga où elle joue la fille de John Ratzenberger. Elle apparaît ensuite comme guest-star sur Code Quantum (1992), Herman's Head (1993) et L'Homme à la Rolls (1994).
Au début des années 1990, elle campe des rôles récurrents dans deux séries: The Edge, une série à sketchs qui dure deux saisons, et Muddling Through, une sitcom qui s'arrête à la fin de sa première saison en 1993.
En 1993, elle fait ses premiers pas au cinéma dans le film d'horreur Leprechaun. Descendu par les critiques, le film à petit budget rencontre également un mauvais succès critique.

### Friends(1994-2004)
La carrière de Jennifer Aniston connaît un tournant décisif grâce à Friends, une comédie de situation qui a démarré sur la chaîne NBC à l'automne 1994,. Les producteurs la font d'abord auditionner pour le rôle de Monica Geller, mais Courteney Cox lui est préférée. Jennifer Aniston est alors choisie pour incarner Rachel Green. Elle se voit au même moment proposer d'intégrer le Saturday Night Live, mais refuse, préférant se consacrer à Friends. Elle y fait toutefois des apparitions comme invitée. 
Jennifer Aniston incarne Rachel de 1994 à 2004,. Le succès immense de Friends permet à Jennifer Aniston et ses partenaires d'acquérir une réputation mondiale. Selon le Livre Guinness des records 2005, Jennifer Aniston et ses covedettes féminines sont alors les actrices de télévision les mieux payées de tous les temps, avec un salaire de 1 000 000 $ par épisode lors de la dixième saison. Elle obtint en outre cinq nominations aux Emmy Awards (deux en tant que meilleur second rôle féminin, trois en tant que meilleure actrice et une récompense en tant que meilleure actrice dans une série comique,,,). Elle obtient également deux nominations au Golden Globe de la meilleure actrice dans une série télévisée musicale ou comique (qu'elle remporte en 2003) et neuf aux Screen Actors Guild Awards dont deux en tant que meilleure actrice dans une série télévisée comique.

### Cinéma (1996-2002)
Tout en poursuivant Friends, Jennifer Aniston commence à enchaîner les rôles au cinéma. elle tourne en 1996 dans deux films : Rêve pour une insomniaque avec Ione Skye et Seymour Cassel, et Petits mensonges entre frères d'Edward Burns, avec Cameron Diaz, John Mahoney, Leslie Mann et Amanda Peet. Les films reçoivent un accueil satisfaisant de la part des critiques. 
En 1997, elle joue dans le film Trait pour trait, avec Kevin Bacon et Jay Mohr ; le film a reçu des critiques mitigées. Elle joue ensuite des petits rôles dans 'Til There Was You (L'Amour de ma vie) (1997) avec Dylan McDermott et Sarah Jessica Parker et dans The Thin Pink Line (1998).
En 1998 elle reçoit d'excellentes critiques pour son interprétation dans L'Objet de mon affection une comédie mélo-dramatique réalisée par le Britannique Nicholas Hytner. Elle y interprète Nina Borowski, une jeune femme amoureuse d'un homosexuel, incarné par Paul Rudd
En 1999, elle prête sa voix pour la première fois dans un film d'animation avec le personnage d'Annie Hughes dans le film de Brad Bird, Le Géant de fer. Le film est un échec au box office mais rencontre un très bon accueil critiques. Elle poursuit son expérience dans l'animation avec une apparitions dans, South Park (Mrs. Stevens). Cette même année, elle joue dans la comédie 35 heures, c'est déjà trop de Mike Judge qui dépeint la lassitude des employés d'un open space. Le film est salué par la critique mais est un échec au box-office. Judge avoue plus tard que c'est en castant Aniston qu'il a pu avoir le choix des autres acteurs, les studios voulant au moins un nom célèbre au générique.
En 2002, elle tient le premier rôle du drame The Good Girl, dans lequel elle incarne une caissière vivant dans une petite ville provinciale, tiraillée entre son mari (John C. Reilly) et son amant (Jake Gyllenhaal). Le film reçoit de très bonnes critiques, notamment pour sa performance elle gagne le Hollywood Film Award de la meilleure actrice et est nommée au Film Independent's Spirit Award de la meilleure actrice.

### Cinéma commercial (2003-2011)

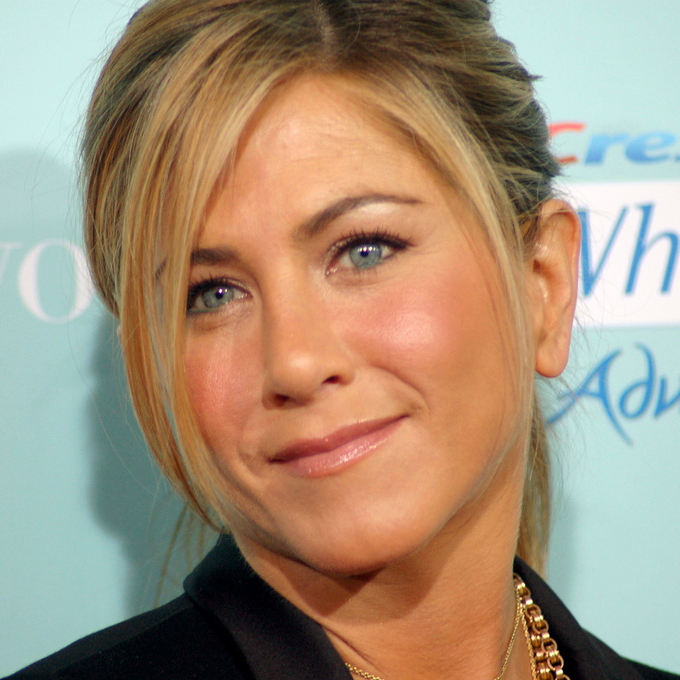
Jennifer Aniston à la première de Ce que pensent les hommes en 2009.

En 2003, elle obtient son plus gros succès au box-office américain avec Bruce tout-puissant, aux côtés de Jim Carrey et Morgan Freeman. Le film atteint le chiffre impressionnant de 485 millions de recettes dans le monde et ouvre à la première place du box office lors de sa sortie aux USA, une première pour Jennifer.
En 2004, la dernière saison de Friends est diffusée et Aniston est à l'affiche d'un nouveau film avec une figure de la comédie américaine Ben Stiller. Elle joue Polly dans Polly et moi, cette comédie rencontre un important succès avec 178 millions de recettes dans le monde au box-office.
En 2005, elle s'essaie d'abord au thriller psychologique avec Dérapage, aux côtés de Clive Owen et Vincent Cassel. Elle tient ensuite le premier rôle de la comédie romantique La rumeur court…, réalisée par Rob Reiner, où Kevin Costner, Mark Ruffalo et Shirley MacLaine lui donnent la réplique. Les deux films sont moyennement reçus par la critique mais les résultats au box office restent corrects
En 2006, elle retrouve le succès avec son troisième numéro un au box-office américain grâce à La Rupture de Peyton Reed où elle partage l'écran avec Vince Vaughn. Le film suit la rupture d'un couple en alternant entre la comédie et le drame. Elle ne quitte pas pour autant le cinéma indépendant puisqu'elle joue dans Friends with Money, réalisé par Nicole Holofcener, avec Catherine Keener, Frances McDormand et Joan Cusack. Elles forment un groupe de quatre amies dans lequel Olivia (Aniston) a des soucis financiers. Après avoir quitté son emploi d'institutrice à la suite d'une dépression, elle est obligée de faire des ménages pour joindre les deux bouts. Dévoilé au Festival du film de Sundance, le film reçoit de bonnes critiques et s'avère être un succès au box-office.
En 2007, l'actrice est invitée à jouer dans la nouvelle série de Courteney Cox le rôle de Tina Harrod, la rivale du personnage principal. Elle apparaît dans le troisième épisode de la saison 3 de NBC 30 Rock dans le rôle de Claire, une ancienne camarade du collège de Liz Lemon qui harcèle Jack Donaghy. Le 16 juillet 2009, elle reçoit une nomination à l'Emmy de la meilleure actrice invitée dans une série comique pour son rôle dans 30 Rock. Dans la saison 2 de la sitcom Cougar Town, elle incarne une psychiatre en tant qu'invitée.
En 2008, elle joue dans Marley et moi, aux côtés de Owen Wilson, film qui récolte un beau succès international, surtout aux États-Unis grâce à la période de Noël avec 51 millions de dollars sur le week-end de quatre jours, et numéro un au box-office pendant deux semaines, finissant sa carrière avec 242 millions de dollars de recettes mondiales. Puis viennent Love Happens avec Aaron Eckhart, Ce que pensent les hommes avec Ben Affleck et Love Manager avec Steve Zahn et Woody Harrelson, qui lui permettent d'être saluée par les critiques, malgré une réception des films mitigée,.
En 2010, elle partage la vedette avec Gerard Butler pour une autre comédie romantique, Le Chasseur de primes, qui connait un échec critique mais est un succès commercial. Son projet suivant, Une famille très moderne avec Jason Bateman, rencontre un modeste succès. C'est l'un des premiers films qu'Aniston produit avec sa société Echo Films,.
En 2011 sort Le Mytho, comédie où elle partage la vedette avec Adam Sandler, qui raconte l'histoire d'un chirurgien plastique, joué par Sandler, qui demande à sa secrétaire, incarnée par Jennifer Aniston, de se présenter comme son épouse pour crédibiliser sa procédure de divorce auprès de sa petite amie, jouée par Brooklyn Decker. Malgré un accueil critique négatif, le film arrive premier au box-office américain dès sa première semaine de sortie, et rencontre un beau succès avec 215 millions de dollars de recettes au box-office mondial.
L'actrice tente de s'extirper de ces comédies romantiques très familiales et commerciales après Le Mytho. Quelques années plus tard, elle reconnait ainsi avoir un peu honte de certains de ses films.

### Vers un humour moins familial (2011-2013)

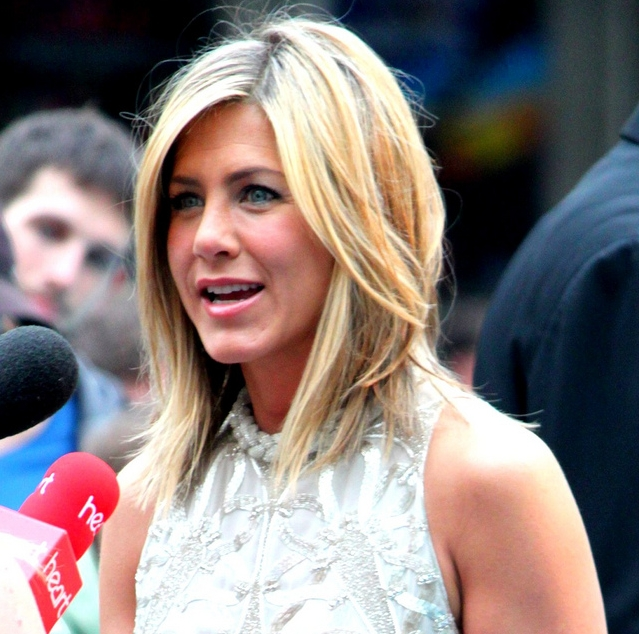
Jennifer Aniston à la première londonienne du film Comment tuer son boss ? en 2011.

Fin 2011, Jennifer Aniston casse son image en incarnant une dentiste nymphomane dans Comment tuer son boss ?. Le film se concentre sur un trio d'employés qui complotent pour assassiner leurs supérieurs tyranniques. Elle y campe une dentiste qui harcèle le personnage incarné par Charlie Day. Colin Farrell, Kevin Spacey et Jamie Foxx complètent le casting. Plutôt bien reçu par la critique, le film rencontre un énorme succès commercial, remportant 214 millions de dollars de recettes mondiales pour un budget de 35 millions.
En 2012, l'actrice confirme son souhait de faire confiance à des spécialistes d'un humour plus irrévérencieux en jouant dans Peace, Love et plus si affinités avec Paul Rudd, avec qui elle a partagé la vedette dans L'Objet de mon affection et Friends. Le script, acheté par Universal Pictures, a été écrit par Paul Rudd, Ken Marino, et David Wain, également réalisateur du film, produit par Judd Apatow. Le film raconte l'histoire d'un couple marié qui, après avoir perdu son argent, se joint à une communauté, et décide que la vie moderne n'est pas pour eux. Malgré des critiques plutôt positives, le film est un échec commercial au box-office avec 24 millions de recettes dans le monde.
En 2013 elle est à l'affiche de la comédie Les Miller, une famille en herbe, où elle joue une strip-teaseuse qui se fait passer pour la femme de Jason Sudeikis afin de faire passer de la drogue à la frontière mexicaine sans éveiller de soupçons. Le film reçoit un accueil mitigé des critiques mais un énorme succès mondial puisqu'il cumule 270 millions de recettes pour un budget de 37 millions. 

### Diversification (depuis 2014)

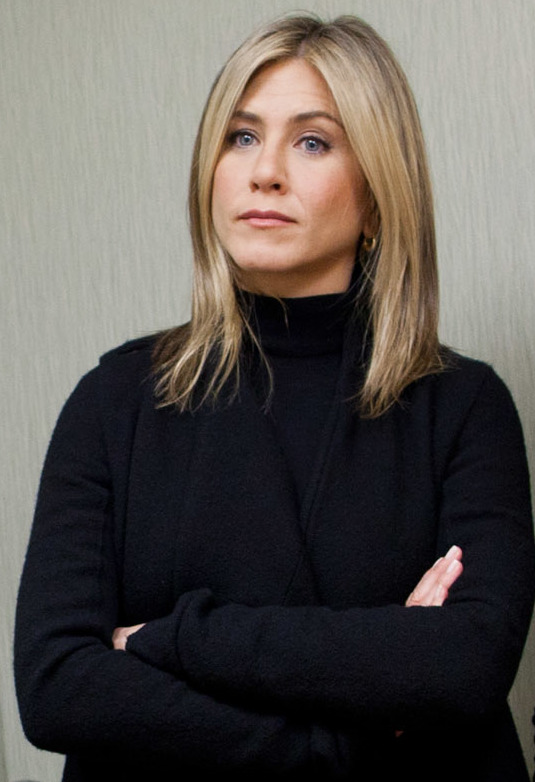
Jennifer Aniston en 2013.

En 2014, elle tient le rôle principal de la comédie policière Life of Crime adapté de Elmore Leonard, The Switch. Réalisé par Daniel Schechter, ce long-métrage met en scène une bourgeoise nommée Mickey Dawson (Jennifer) kidnappée par deux ex-prisonniers (John Hawkes et Mos Def). Le mari de la bourgeoise (Tim Robbins), voyant là une occasion de se débarrasser de sa femme, qu'il ne supporte plus, et de passer plus de temps avec sa maîtresse (Isla Fisher), ne paye pas la rançon. Mickey monte par la suite un complot avec les criminels pour se venger de son mari. Le film ne sort que dans quelques salles américaines et voit sa sortie internationale annulée, malgré un accueil critique positif.
La même année elle tourne la comédie chorale new-yorkaise Broadway Therapy (She's Funny That Way) de Peter Bogdanovich, dans un second rôle. Son personnage, Jane, est la psy d'un des personnages centraux. Le film reçoit un mauvais accueil critique mais Jennifer Aniston est saluée par la majorité des critiques comme le meilleur élément du film,,.
La même année elle est annoncée pour reprendre son rôle du Dr Julia Harris, dans la suite de Comment tuer son boss ? qui sort le 26 novembre 2014. Comment tuer son boss 2 fonctionne bien au box-office, mais est moins bien reçue par la critique que le premier film.
Le 3 avril 2014, Jennifer Aniston commence le tournage d'un drame indépendant à Los Angeles : Cake. Elle joue le rôle principal et partage l'affiche du film avec Adriana Barraza, Anna Kendrick, Sam Worthington, William H. Macy et Felicity Huffman. Alors que le film reçoit des critiques mitigées, son interprétation est saluée. Elle reçoit une nomination pour le Golden Globe de la meilleure actrice dans un film dramatique et au Screen Actors Guild Award de la meilleure actrice.
Fin 2015, elle tourne son premier film de guerre, sous la direction du cinéaste français Alexandre Moors. Dans The Yellow Birds, elle incarne la mère d'un soldat, parti combattre en Irak, et donne la réplique à Jack Huston, Alden Ehrenreich, Tye Sheridan et Toni Collette. Le film est présenté au Festival du film de Sundance 2017.
Début 2016, elle fait partie du casting de la comédie Joyeuse fête des mères par le réalisateur Garry Marshall aux côtés de Julia Roberts et Kate Hudson. Le film conclut une trilogie amorcée en 2010 avec Valentine's Day, et Happy New Year en 2011. Les critiques taclent sévèrement le film mais concluent à nouveau que Jennifer Aniston offre une belle performance,,. La comédie ne fonctionne pas en salles. Ce film est le dernier réalisé par Marshall qui décède quelques mois après la sortie du film.
Entre mars et juin 2016, elle tourne dans Joyeux Bordel !, une comédie produite par DreamWorks SKG. Elle y retrouve Jason Bateman et les réalisateurs Josh Gordon et Will Speck avec qui elle avait travaillé sur Une famille très moderne. Le film sort le 9 décembre 2016 aux États-Unis et fonctionne correctement malgré des critiques mitigées.
Elle fait son second film d'animation (après Le Géant de fer en 1999), sous la direction de Nicholas Stoller et Doug Sweetland. Dans Cigognes et Cie, elle donne sa voix à Sarah Gardner, la mère d'un petit garçon qui rêve d'avoir un petit frère. Le film fonctionne au box office et est bien reçu par la critique.
En septembre 2017, elle fait son retour sur les plateaux de tournages après un an d'absence avec le film Dumplin'. Réalisé par Anne Fletcher, il s'agit de l'adaptation du roman Dumplin', écrit par Julie Murphy en 2015. Dans cette comédie musicale, Jennifer joue la mère du personnage principal, campé par Danielle Macdonald. Elle est également productrice du film, avec sa société de production Echo Films. Le film est racheté par Netflix et est diffusé sur la plateforme en décembre 2018. Salué par le public comme par la critique, le film obtient une nomination au Golden Globe de la meilleure chanson originale.
En juin 2018, débute le tournage de Murder Mystery, une comédie produite pour Netflix dans laquelle elle retrouve Adam Sandler, à la suite de leur premier succès, sept ans auparavant dans Le Mytho. Le film se tourne à Montréal et en Italie et est réalisé par Kyle Newacheck. Le film sort le 14 juin 2019 et est un énorme succès, devenant le film le plus visionné en 2019 sur la plateforme.
Jennifer Aniston annonce vouloir refaire une série télévisée depuis quelque temps quand Apple TV annonce avoir acheté les droits d'une série dans laquelle elle aura le rôle principal, avec Reese Witherspoon. La nouvelle plateforme du groupe a commandé 2 saisons de 10 épisodes de la série, basée sur les coulisses des émissions matinales américains. Jennifer Aniston et Reese Witherspoon tiennent les rôles principaux et produisent également la série via leurs sociétés respectives. Steve Carell, Gugu Mbatha-Raw, Billy Crudup, Nestor Carbonell, Mark Duplass et Bel Powley complètent la distribution. Le tournage de la première saison débute en octobre 2018 et se termine en avril 2019.
Netflix annonce en avril 2018, que Tig Notaro et sa compagne Stephanie Allynne sont en train d'écrire First Ladies, un long-métrage dans lequel Jennifer Aniston incarnera la première présidente américainelesbienne, qui s'installera à la Maison-Blanche avec sa compagne.
Jennifer Aniston fait son retour dans une série le 1er novembre 2019, aux côtés de Reese Witherspoon dans la série The Morning Show d'Apple TV+. C'est le premier rôle principal de Jennifer Aniston à la télévision depuis la fin de Friends en 2004.
En mai 2021, Jennifer Aniston et les co-stars de Friends se retrouvent pour tourner l'épisode spécial Friends : Les Retrouvailles, 17 ans après la diffusion du dernier épisode de la série. Les six acteurs se retrouvent et se remémorent leurs souvenirs de tournage. Cet épisode a été diffusé sur TF1 et TFX mais celui-ci reste disponible sur Salto.

### Autres activités
En 1996, elle apparaît dans le clip vidéo de Tom Petty et The HeartBreakers intitulé Walls (Circus).
En 2001, elle apparaît dans le clip vidéo de Melissa Etheridge intitulé I Want to Be in Love (en).
En 2010, elle signe un contrat avec la marque Elizabeth Arden, qui lui permettant de travailler à l'élaboration d'un parfum. Son premier parfum sort le 21 juillet 2010 à Harrods, à Londres et s'intitule Jennifer Aniston. En 2014, elle sort son second parfum appelé J et en 2015, elle sort Near Dusk, son troisième parfum. Son quatrième parfum, Beachscape sort en 2016.

#### Publicité
En 2012, elle devient l'égérie de la marque pour crème de peau Aveeno (en) et de la marque de shampoing Living Proof, dont elle est également la cofondatrice avec son ami Chris McMillan.
En 2015, elle devient l'ambassadrice de la compagnie aérienne Emirates pour la somme de 5 millions de dollars. Le 5 octobre 2015, une première publicité la mettant en scène est dévoilée.

#### Production
En 2002, Jennifer Aniston, son mari Brad Pitt et Brad Grey fondent la compagnie de production cinématographique Plan B Entertainment. Après leur divorce en 2005, Jennifer Aniston vend ses parts à Brad Pitt qui poursuit seul la direction de la compagnie.
En 2008, elle monte une nouvelle compagnie avec son amie Kristin Hahn, appelée Echo Films, avec laquelle elles produisent certains films dans lesquels Jennifer Aniston joue.

## Médias

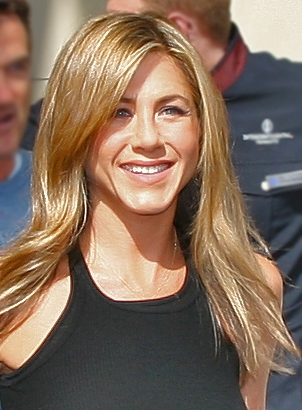
Jennifer Aniston à la première de Love Manager au Toronto International Film Festival en 2008.

Jennifer Aniston apparaît dans les tops des plus belles femmes du monde depuis 1995 et est arrivée même la première en 2004, à la fin de Friends. En avril 2016, à 47 ans, elle est de nouveau plébiscitée par le magazine américain People comme la plus belle femme du monde.
Depuis 2001, elle est considérée comme l'une des actrices les plus célèbres et influentes, arrivant la première des personnalités les plus connues en 2003.
En 2005, elle est devenue la toute première femme à arriver au Top du GQ.
En 2006, elle a été élue femme la plus sexy d'après FHM, elle est arrivée 81e en 2010, 24e en 2009 et 27e en 2008.
Elle apparaît dans le Top 10 du Star Salary dans plusieurs magazines pour son travail en 2006.
En 2007, le magazine Forbes a placé Jennifer Aniston dixième femme la plus riche du monde dans l'industrie du divertissement.
D'après le magazine Forbes, elle est l'une des meilleures femmes du divertissement en 2007.
En 2008, elle a remporté 27 millions de dollars.
En février 2011, elle a été élue la femme la plus désirable pour la Saint-Valentin. Le 31 août 2011, elle a posé en compagnie de Demi Moore et Alicia Keys pour la couverture du magazine Glamour, dont le but est de lutter contre le cancer du sein. Les trois femmes ont participé à la réalisation de cinq courts-métrages qui seront diffusés sur la chaîne américaine Life Style le 10 octobre 2011. En décembre 2011, Jennifer Aniston a été désignée la femme la plus sexy de tous les temps, selon le magazine Men's Health.
En 2013, elle est élue 34e femme la plus sexy de l'année par le magazine FHM. Dans ce classement, seules quatre femmes sont âgées de plus de 40 ans et Jennifer Aniston est la mieux classée des quatre puisque les autres sont en fin de classement (Linda Barker est 93e, Susanna Reid est 96e et Sofía Vergara est 100e). Jennifer Aniston est aussi la seconde femme la plus âgée de ce classement, derrière Linda Barker qui a 51 ans.
Dans la liste des actrices les plus puissantes d'Hollywood du classement du magazine Forbes, Jennifer Aniston est classée 8e en 2009, 2e en 2011 et en 2012,, et 3e en 2013.

## Filmographie

### Cinéma
- 1993 : Leprechaun de Mark Jones (en) : Tory Reding
- 1996 : Petits mensonges entre frères (She's the One) d'Edward Burns : Renee Fitzpatrick
- 1996 : Rêve pour une insomniaque de Tiffanie DeBartolo (en) : Allison
- 1997 : L'Amour de ma vie de Scott Winant (en): Debbie
- 1997 : Trait pour trait (Picture Perfect) de Glenn Gordon Caron : Kate Mosley
- 1998 : The Thin Pink Line de Joe Dietl (en) et Michael Irpino : Clove
- 1998 : Waiting for Woody (en) de Grant Heslov : elle-même
- 1998 : L'Objet de mon affection (The Object of My Affection) de Nicholas Hytner : Nina Borowski
- 1999 : 35 heures, c'est déjà trop (Office Space) de Mike Judge : Joanna
- 1999 : Le Géant de fer (The Iron Giant) de Brad Bird : Annie Hughes (voix originale)
- 2001 : Rock Star de Stephen Herek : Emily Poule
- 2002 : The Good Girl de Miguel Arteta : Justine Last
- 2003 : Bruce tout-puissant (Bruce Almighty) de Tom Shadyac : Grace Connelly
- 2004 : Polly et moi (Along Came Polly) de John Hamburg : Polly Prince
- 2005 : Dérapage (Derailed) de Mikael Håfström : Lucinda Harris
- 2005 : La rumeur court… (Rumor Has It…) de Rob Reiner : Sarah Huttinger
- 2006 : Friends with Money de Nicole Holofcener : Olivia
- 2006 : La Rupture (The Break-Up) de Peyton Reed : Brooke Meyers
- 2008 : Marley et moi (Marley & Me) de David Frankel : Jenny Grogan
- 2009 : Ce que pensent les hommes (He's Just Not That Into You) de Ken Kwapis : Beth
- 2009 : Love Manager (Management) de Stephen Belber : Sue Claussen
- 2009 : Coup de foudre à Seattle (Love Happens) de Brandon Camp : Eloise
- 2010 : Le Chasseur de primes (The Bounty Hunter) d'Andy Tennant : Nicole Hurley
- 2010 : Une famille très moderne (The Switch) de Josh Gordon et Will Speck : Kassie Larson
- 2011 : Le Mytho (Just Go with It) de Dennis Dugan : Katherine Murphy
- 2011 : Comment tuer son boss ? (Horrible Boss) de Seth Gordon : Dr Julia Harris
- 2012 : Peace, Love et plus si affinités (Wanderlust) de David Wain : Linda
- 2013 : Les Miller, une famille en herbe (We're the Millers) de Rawson Marshall Thurber : Rose O'Reilly
- 2014 : Crimes et petits mensonges (Life of Crime) de Daniel Schechter : Mickey Dawson
- 2014 : Broadway Therapy (She's Funny That Way) de Peter Bogdanovich : Jane Claremont
- 2014 : Cake de Daniel Barnz : Claire Simmons
- 2014 : Comment tuer son boss 2 (Horrible Boss 2) de Sean Anders : Dr Julia Harris
- 2016 : Joyeuse fête des mères (Mother's Day) de Garry Marshall : Sandy Newhouse
- 2016 : Cigognes et compagnie (Storks) de Nicholas Stoller & Doug Sweetland : Sarah Gardner (voix originale)
- 2016 : Joyeux Bordel ! (Office Christmas Party) de Josh Gordon et Will Speck : Carol Vanstone
- 2018 : The Yellow Birds d'Alexandre Moors : Maureen Murphy
- 2018 : Dumplin' d'Anne Fletcher : Rosie Dickson
- 2019 : Murder Mystery de Kyle Newacheck : Audrey Spitz
- 2023 : Murder Mystery 2 de Jeremy Garelick : Audrey Spitz

### Télévision

#### Téléfilms
- 1990 : Camp Cucamonga de Roger Duchowny : Ava Schector

#### Séries télévisées
- 1990 : Molloy (en) : Courtney Walker (7 épisodes)
- 1990-1991 : Ferris Bueller (en) : Jeannie Bueller (13 épisodes)
- 1992 : Code Quantum : Kiki Wilson (saison 5, épisode 4)
- 1992-1993 : The Edge : différents personnages
- 1992 : Herman's Head : Suzie Brooks (saison 1, épisode 25 et saison 3, épisode 8)
- 1994 : Muddling Through (en) : Madeline Drego Cooper
- 1994 : L'Homme à la Rolls : Linda Campbell (saison 1, épisode 4)
- 1994-2004 : Friends : Rachel Green (236 épisodes)
- 1995 : The Larry Sanders Show : elle-même (saison 4, épisode 10)
- 1996 : Ménage à trois : CPA Suzanne (saison 1, épisode 17)
- 2003 : Freedom: A History of Us : Jessie Benton (saison 1, épisode 4)
- 2008 : 30 Rock : Claire Harper (saison 3, épisode 3)
- 2010 : Cougar Town : Glenn (saison 2, épisode 1)
- 2019-2025 : The Morning Show : Alex Levy

#### Séries d'animation
- 1999 : South Park : Miss Stevens (voix originale - saison 3, épisode 1)

### Réalisatrice
- 2006 : Room 10 (en) (court-métrage)
- 2008 : It Can't Wait (court-métrage)
- 2012 : Un combat, cinq destins (téléfilm)

### Productrice
- 2008 : Management
- 2010 : Une famille très moderne
- 2011 : Un combat, cinq destins (téléfilm)
- 2013 : Call Me Crazy: A Five Film (téléfilm)
- 2014 : Life of Crime
- 2015 : Cake
- 2018 : The Yellow Birds
- 2018 : Dumplin'
- 2019 : Murder Mystery
- 2019-2025 : The Morning Show
- 2021 : Friends : Les Retrouvailles
- 2023 : Murder Mystery 2

## Distinctions

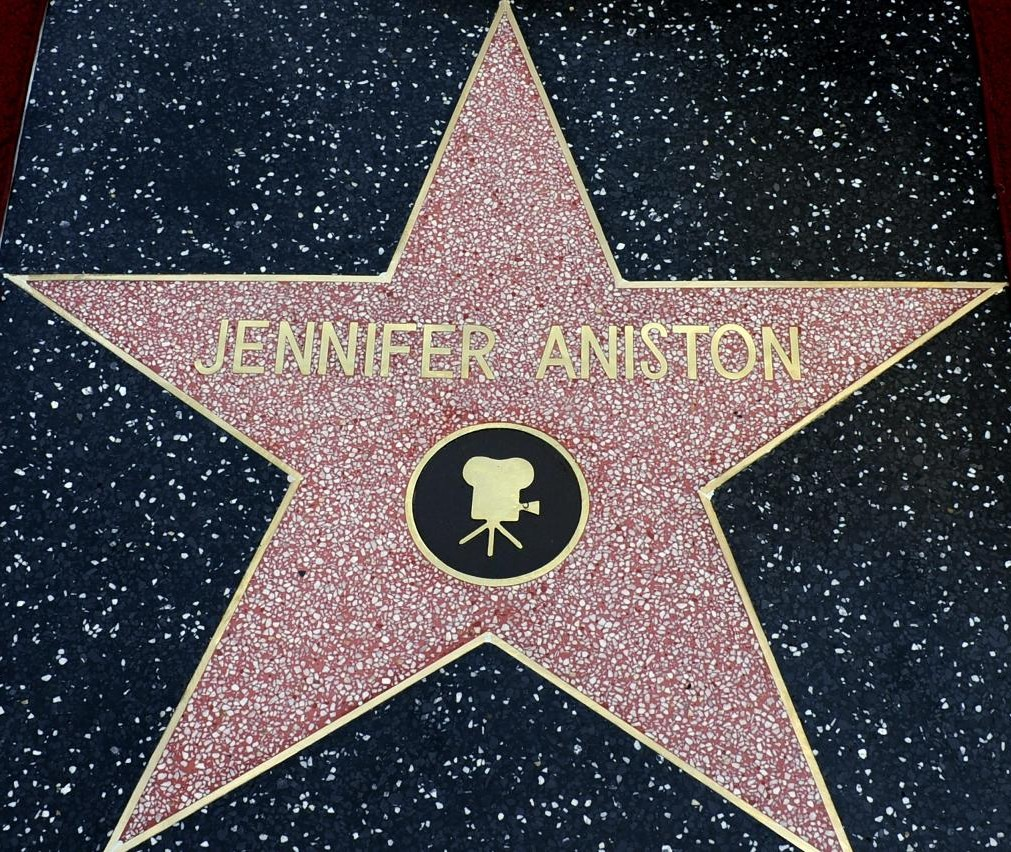
Son étoile sur le Hollywood Walk of Fame.

### Golden Globes
- 2003 : Golden Globe de la meilleure actrice dans un second rôle dans une série, une mini-série ou un téléfilm - Friends
- 2003 : Golden Globe de la meilleure actrice dans une série télévisée musicale ou comique - Friends
- 2015 : Golden Globe de la meilleure actrice dans un film dramatique - Cake
- 2020 : Golden Globe de la meilleure actrice dans une série télévisée dramatique - The Morning Show
- 2020 : Golden Globe de la meilleure série télévisée dramatique - The Morning Show (Productrice)
- 2022 : Golden Globe de la meilleure actrice dans une série télévisée dramatique - The Morning Show
- 2022 : Golden Globe de la meilleure série télévisée dramatique - The Morning Show (Productrice)
- 2024 : Golden Globe de la meilleure série télévisée dramatique - The Morning Show (Productrice)

### Primetime Emmy Awards
- 2000 : Primetime Emmy Award de la meilleure actrice dans un second rôle dans une série télévisée comique - Friends
- 2001 : Primetime Emmy Award de la meilleure actrice dans un second rôle dans une série télévisée comique - Friends
- 2002 : Primetime Emmy Award du meilleur acteur dans une série télévisée comique - Friends
- 2003 : Primetime Emmy Award du meilleur acteur dans une série télévisée comique - Friends
- 2004 : Primetime Emmy Award du meilleur acteur dans une série télévisée comique - Friends
- 2020 : Primetime Emmy Award de la meilleure actrice dans une série télévisée dramatique - The Morning Show

### American Comedy Awards
- 1996 : Actrice de série la plus drôle dans second rôle - Friends
- 1999 : Actrice de série la plus drôle dans second rôle - Friends
- 2001 : Actrice de série la plus drôle dans second rôle - Friends

### Critics' Choice Movie Awards
- 2015 : Critics' Choice Movie Award de la meilleure actrice - Cake
- 2024 : Critics' Choice Television Award de la meilleure actrice dans une série télévisée dramatique - The Morning Show

### Directors Guild of America Awards
- 2012 : Meilleure réalisation d'un téléfilm ou d'une minisérie - Un combat, cinq destins

### Film Independent's Spirit Awards
- 2003 : Meilleure actrice - The Good Girl

### Hollywood Film Awards
- 2003: Actrice de l'année - The Good Girl

### Screen Actors Guild Awards
- 1996 : Screen Actors Guild Award de la meilleure distribution pour une série télévisée comique - Friends
- 1999 : Screen Actors Guild Award de la meilleure distribution pour une série télévisée comique - Friends
- 2000 : Screen Actors Guild Award de la meilleure distribution pour une série télévisée comique - Friends
- 2001 : Screen Actors Guild Award de la meilleure distribution pour une série télévisée comique - Friends
- 2002 : Screen Actors Guild Award de la meilleure actrice dans une série télévisée comique - Friends
- 2002 : Screen Actors Guild Award de la meilleure distribution pour une série télévisée comique - Friends
- 2003 : Screen Actors Guild Award de la meilleure actrice dans une série télévisée comique - Friends
- 2003 : Screen Actors Guild Award de la meilleure distribution pour une série télévisée comique - Friends
- 2004 : Screen Actors Guild Award de la meilleure distribution pour une série télévisée comique - Friends
- 2015 : Screen Actors Guild Award de la meilleure actrice - Cake
- 2020 : Screen Actors Guild Award de la meilleure actrice dans une série télévisée dramatique - The Morning Show
- 2022 : Screen Actors Guild Award de la meilleure actrice dans une série télévisée dramatique - The Morning Show
- 2022 : Screen Actors Guild Award de la meilleure distribution pour une série télévisée dramatique - The Morning Show
- 2024 : Screen Actors Guild Award de la meilleure actrice dans une série télévisée dramatique - The Morning Show
- 2024 : Screen Actors Guild Award de la meilleure distribution pour une série télévisée dramatique - The Morning Show

### Autres
- 1996 : Online Film & Television Association Awards : Meilleure Distribution pour une Série Comique - Friends
- 1996 : Online Film & Television Association Awards : Meilleure Distribution pour une Série - Friends
- 1997 : Kids' Choice Awards : Actrice de Télévision Favorite - Friends
- 1997 : Online Film & Television Association Awards  : Meilleure Distribution pour une Série Comique - Friends
- 1997 : Online Film & Television Association Awards  : Meilleure Distribution pour une Série - Friends
- 1997 : Razzie Awards  : Pire révélation - (avec l'ensemble de la distribution de Friends)
- 1998 : Online Film & Television Association Awards  : Meilleure Distribution pour une Série Comique - Friends
- 1999 : Kids' Choice Awards : Actrice de Télévision Favorite - Friends
- 1999 : Online Film & Television Association Awards  : Meilleure Distribution pour une Série * 1999 : Friends
- 1999 : Online Film & Television Association Awards  : Meilleure Second Rôle pour une Série Comique - Friends
- 2000 : TV Guide Awards : Choix des Critiques - Friends
- 2000 : Satellite Awards : Meilleure Actrice dans une série Comique - Friends
- 2000 : Kids' Choice Awards : Actrice de Télévision Favorite - Friends
- 2000 : Online Film & Television Association Awards  : Meilleure Distribution pour une Série Comique - Friends
- 2000 : Online Film & Television Association Awards  : Meilleure Second Rôle pour une Série Comique - Friends
- 2001 : Aftonbladet TV Prize : Meilleure Personnalité TV Féminine Etrangère - Friends
- 2001 : Online Film & Television Association Awards  : Meilleure Actrice de second rôle dans une série TV Comique - Friends
- 2001 : People's Choice Awards : Actrice de Télévision Favorite - Friends
- 2002 : Kids' Choice Awards : Actrice de Télévision Favorite - Friends
- 2002 : Aftonbladet TV Prize : Meilleure Personnalité TV Féminine Etrangère - Friends
- 2002 : People's Choice Awards : Actrice de Télévision Favorite - Friends
- 2002 : Teen Choice Awards : Actrice Comique de Télévision - Friends
- 2002 : Online Film & Television Association Awards  : Meilleure Actrice dans une série TV Comique - Friends
- 2003 : Kids' Choice Awards : Actrice de Télévision Favorite - Friends
- 2003 : Aftonbladet TV Prize : Meilleure Personnalité TV Féminine Etrangère - Friends
- 2003 : Online Film Critics Society : Meilleure actrice - The Good Girl
- 2003 : People's Choice Awards : Actrice de Télévision Favorite - Friends
- 2003 : Satellite Awards : Meilleure actrice dans une série télévisée musicale ou comique - Friends
- 2003 : Satellite Awards : Meilleure actrice dans un film musical ou une comédie - The Good Girl
- 2003 : Teen Choice Awards : Actrice Dramatique de Cinéma - The Good Girl
- 2003 : Teen Choice Awards : Actrice Comique de Télévision - Friends
- 2003 : Teen Choice Awards : Actrice Comique de Cinéma - Bruce tout-puissant
- 2003 : Teen Choice Awards : Menteuse au Cinéma - The Good Girl
- 2003 : Teen Choice Awards : Baiser de Cinéma (avec Jake Gyllenhaal) - The Good Girl
- 2004 : MTV Movie Awards : Meilleur baiser (avec Jim Carrey) - Bruce tout-puissant
- 2004 : MTV Movie Awards : Meilleure séquence de danse (avec Ben Stiller) - Polly et moi
- 2004 : Logie Awards : Star la plus populaire - Friends
- 2004 : Kids' Choice Awards : Actrice de Télévision Favorite - Friends
- 2004 : Aftonbladet TV Prize : Meilleure Personnalité TV Féminine Etrangère - Friends
- 2004 : People's Choice Awards : Actrice de Télévision Favorite - Friends
- 2004 : Teen Choice Awards : Actrice Comique de Télévision - Friends
- 2005 : ShoWest Convention : Femme de l'année - Carrière
- 2005 : TV Land Awards : Star du Petit/Grand Écran - Carrière
- 2006 : Grammy Awards : Meilleur Audio pour Enfants - Marlo Thomas & Friends
- 2006 : People's Choice Awards : Femme la plus stylée - Style
- 2006 : Teen Choice Awards : Meilleur Duo de Cinéma (avec Vince Vaughn) - La Rupture
- 2006 : Teen Choice Awards : Actrice Comique de Cinéma - La Rupture
- 2006 : TV Land Awards  : Star du Petit/Grand Ecran - Carrière
- 2006 : TV Land Awards  : Baiser le plus Mémorable - Friends
- 2007 : CineVegas International Film Festival : Meilleur court-métrage (avec Andrea Buchanan) - Room 10
- 2007 : GLAAD Media Awards : Vanguard Award - Soutient à la Gay & Lesbian Alliance Against Defamation
- 2007 : People's Choice Awards : Actrice de Film Favorite - La Rupture
- 2007 : People's Choice Awards : Duo Favoris (avec Vince Vaughn) - La Rupture
- 2007 : TV Land Awards : Star du Petit/Grand Ecran - Carrière
- 2007 : TV Land Awards : Rupture la plus Mémorable - Friends
- 2009 : Kids' Choice Awards : Actrice de Film Favorite - Marley et moi
- 2009 : Online Film & Television Association Awards : Meilleure Actrice invitée dans une série TV Comique - 30 Rock
- 2009 : Teen Choice Awards : Actrice Comique de Cinéma - Marley et moi & Ce que pensent les hommes
- 2010 : People's Choice Awards : Actrice de Film Favorite - Ce que pensent les hommes
- 2010 : Women's Image Network Awards : Meilleure Actrice de Cinéma - Une famille très moderne
- 2011 : MTV Movie Awards : Meilleure actrice - Le Mytho
- 2011 : National Movie Awards : Performance de l'année - Le Mytho
- 2011 : People's Choice Awards : Actrice de Film Favorite - Une famille très moderne
- 2011 : Teen Choice Awards : Meilleur Duo de Cinéma (avec Adam Sandler) - Le Mytho
- 2011 : Teen Choice Awards : Actrice Comique de Cinéma - Le Mytho
- 2011 : Razzie Awards : Pire actrice - Le Chasseur de primes et Une famille très moderne
- 2012 : Walk of Fame : Actrice de Cinéma - Carrière
- 2012 : MTV Movie Awards : Meilleur méchant - Comment tuer son boss ?
- 2012 : People's Choice Awards : Actrice de Comédie Favorite - Comment tuer son boss ?
- 2012 : People's Choice Awards : Actrice de Film Favorite - Le Mytho
- 2012 : Razzie Awards : Pire couple à l'écran - Le Mytho
- 2013 : People's Choice Awards : Actrice de Comédie Favorite - Peace, Love et plus si affinités
- 2014 : MTV Movie Awards : Meilleur baiser (avec Emma Roberts & Will Poulter) - Les Miller, une famille en herbe
- 2014 : MTV Movie Awards : Meilleure actrice - Les Miller, une famille en herbe
- 2014 : MTV Movie Awards : Meilleure Performance Dénudée - Les Miller, une famille en herbe
- 2014 : People's Choice Awards : Actrice de Film Favorite - Les Miller, une famille en herbe
- 2014 : People's Choice Awards : Actrice de Comédie Favorite - Les Miller, une famille en herbe
- 2014 : People's Choice Awards : Duo Favoris (avec Jason Sudeikis) - Les Miller, une famille en herbe
- 2014 : Teen Choice Awards : Baiser de Cinéma (avec Emma Roberts & Will Poulter) - Les Miller, une famille en herbe
- 2015 : Capri : Meilleure Actrice - Cake
- 2015 : Gold Derby Awards : Meilleure Actrice - Cake
- 2015 : Festival international du film de Santa Barbara : Prix Montecito - Carrière
- 2015 : People Magazine Awards : Actrice de l'année - Cake
- 2016 : Jupiter Awards : Meilleure Actrice International - Broadway Therapy
- 2016 : Teen Choice Awards : Actrice Comique de Cinéma - Joyeuse fête des mères
- 2016 : Festival du film de Giffoni : Prix Giffoni - Carrière
- 2019 : Teen Choice Awards : Actrice de Cinéma de l'été - Murder Mystery
- 2019 : Variety's Power of Women - Carrière
- 2019 : People's Choice Awards : Icône de l'année - Carrière
- 2019 : People's Choice Awards : Actrice de Cinéma de l'Année - Murder Mystery
- 2019 : SAG-AFTRA Foundation's Artists Inspiration Award - Carrière
- 2020 : CinEuphoria Awards (es) : Meilleure Actrice dans un second rôle - Compétition Internationale - Dumplin'
- 2020 : Gold Derby Awards : Meilleure Actrice dans une Série Dramatique - The Morning Show

## Voix francophones
En version française, la voix régulière de Jennifer Aniston est à partir de la série Friends, Dorothée Jemma,, Elle double l'actrice dans 35 heures, c'est déjà trop, Bruce tout puissant, Polly et moi, La Rupture, Marley et moi, Ce que pensent les hommes, Une famille très moderne, Comment tuer son boss?, Les Miller, une famille en herbe, Cake, Dumplin', Murder Mystery et The Morning Show.